# Шараповская улица (Мытищи)
Улица Шара́повская — одна из улиц города Мытищи.

## История и трасса
Улица соединяет Новомытищинский проспект с улицами Колпакова и Станционной. Протяженность около 500 метров.
Изначально была главной улицей села Шарапово, которая спускалась к Яузе. После сноса села вокруг неё началась интенсивная многоэтажная застройка. 
В 2004 году впервые в Мытищинском районе осуществлен проект комплексного благоустройства целой улицы. Отремонтированы обветшавшие корпуса электротехнического завода, появились автостоянки.

## Примечательные здания и сооружения
- Дом № 4/1 — Муниципальный театр кукол «Огниво»
- Дом № 6/2 — Школа № 14